# فيليتما (نيزنيج نوفغورود)
فيليتما (بالروسية: Велетьма) هي مدينة في مقاطعة نيجني نوفغورود أوبلاست في روسيا.
يبلغ عدد سكانها حوالي 1143 نسمة.